# Lamia Zribi
Lamia Zribi (Medjez el-Bab, 29 de julio de 1961) es una política tunecina. Fue Ministra de Finanzas de Túnez de 2016 a 2017, convirtiéndose en la primera mujer que ocupó ese cargo en Túnez y posteriormente presidió el Consejo Nacional de Estadística. 

## Biografía
Nacida en 1961 en Medjez el-Bab, Lamia Zribi es originaria de la gobernación de Zaghouan. Estudió en la Facultad de Derecho y Ciencias Políticas y Económicas de la Universidad de Túnez, donde obtuvo en 1983 una Maestría en Ciencias Económicas y posteriormente en la Escuela Nacional de Administración, donde obtuvo 1993 un diploma de posgrado.
En 2001, se convirtió en Directora de Gastos Externos en el Ministerio de Desarrollo y Cooperación Internacional, y posteriormente hasta 2008, se desempeñó como directora general de Previsión.
También fue CEO en Tradenet (TTN). El 10 de mayo de 2016 fue nombrada por el ministro de Hacienda como directora general del Banco de las pequeñas y medianas empresas para reemplazar Souhir Taktak. 
El 2 de febrero de 2015 fue nombrada secretaria de Estado con el ministro de Desarrollo, Inversión y Cooperación Internacional Yassine Brahim en el gobierno de Habib Essid.
El 20 de agosto de 2016 fue nombrada Ministra de Finanzas en el gobierno de Youssef Chahed  siendo la primera que alcanza este puesto en Túnez. 
El 30 de abril de 2017 fue reemplazada de manera interina por el ministro de Desarrollo, Inversión y Cooperación Internacional, Fadhel Abdelkefi. El 18 de agosto, fue nombrada presidenta del Consejo Nacional de Estadística.